# بير بيدرسن
بير بيدرسن (بالدنماركية: Per Pedersen)‏ (30 مارس 1969 في الدنمارك - ) هو لاعب كرة قدم دانمركي في مركز الهجوم. شارك مع منتخب الدنمارك تحت 21 سنة لكرة القدم ومنتخب الدنمارك لكرة القدم. أما مع النوادي، فقد لعب مع بلاكبيرن روفرز وبوروسيا مونشنغلادباخ ونادي أودنسه ونادي ستراسبورغ ونادي لينغبي.

## وصلات خارجية
- بير بيدرسن على موقع قاعدة بيانات كرة القدم.إي يو (الإنجليزية)
- بير بيدرسن على موقع بيانات كرة القدم. دي إي (الألمانية)
- بير بيدرسن على موقع ناشيونال فوتبول تيمز (الإنجليزية)
- بير بيدرسن على موقع Soccerbase.com (لاعب) (الإنجليزية)
- بير بيدرسن على موقع عالم كرة القدم.نت (الإنجليزية)